# Semicytherura balrogi
Semicytherura balrogi är en kräftdjursart som beskrevs av Brouwers 1994. Semicytherura balrogi ingår i släktet Semicytherura och familjen Cytheruridae. Inga underarter finns listade i Catalogue of Life.